# عين جنوم
عين جنوم (بالإنجليزية: Eye of GNOME)‏ هو برنامج عارض الصور الرسمي لبيئة سطح المكتب جنوم. يقتصر عين جنوم على عرض صيغ الصور فقط وليس غيرها. بالإضافة إلى تقديمه تأثيرات أساسية للصور مثل تقريب الصورة، وعرضها بالكامل على الشاشة، وتدوير الصورة، والتحكم في شفافية خلفية الصورة.

## صيغ الملفات
عين جنوم تدعم صيغ الملفات التالية:
- ANI - Animation
- BMP - Windows Bitmap
- جي آي إف (GIF)
- ICO - Windows Icon
- جيه بيه إيه جي - Joint Photographic Experts Group
- PCX - PC Paintbrush
- بي إن جي (PNG)
- PNM - Portable Anymap from the PPM Toolkit
- RAS - Sun Raster
- رسوميات متجهية متغيرة (SVG)
- TGA - Targa
- تيف (TIFF)
- Wireless Application Protocol Bitmap Format (WBMP)
- X BitMap (XBM)
- X PixMap (XPM)

## وصلات خارجية
- عين جنوم على موقع Open Hub (الإنجليزية)
- عين جنوم على موقع Free Software Directory (الإنجليزية)
- الموقع الرسمي.